# Company Paintings

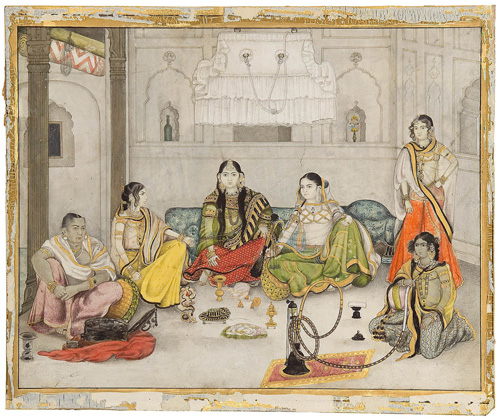
Un groupe de courtisane, empire sikh. Gouache Compagny Style du premier quart du XIX, de réalisation nord-indienne.

Les Company Paintings (ou Patna Kalam (पटना कलम), ou Kampani Kalam (कम्पनी कलम) en hindi) sont les peintures réalisées du XVIIIe au XXe siècle par des artistes indiens pour le compte des Britanniques, agents de la Compagnie britannique des Indes orientales et, par extension, des Européens, avec des centres à Patna, Calcutta, Madras, Delhi, Lucknow, etc.
En général, ces œuvres se caractérisent par leur technique, bien différente de la miniature (mais majoritairement avec des formats de miniature), car elles sont peintes de manière plus large, à la gouache, souvent diluée pour imiter l’aquarelle. 